# Елизабет Кларер
Елизабет Кларер (Elizabeth Klarer), фамилия по баща Воолат (Woollatt) е южноафриканска писателка, сред малкото уфоложки в света, обявила се за контактьорка с извънземни.
Захваща се с изучаване на феномена НЛО след случка през 1954 г., когато според нейните думи е установила контакт с извънземни от чужда галактика. Този контакт бил продължил до 1963 г.. Твърди, че е преживяла сексуален контакт с чуждоземец, което е доста остро нападано от учените и скептиците, но доста добре прието и разбрано от НЛО изследователите.

## Биография
Родена е в малко градче близо до река Моои в провинция Натал през 1910 г.. Учи музика и метеорология в Англия.
През 1954 г., след като прочита няколко книги на уфолога Джордж Адамски, тя неочаквано си „спомня“, че още от детството няколкократно е получавала телепатични сигнали от извънземен приятел на име Акон.
Спорред нейния разказ на 7 април 1956 г. тя се среща с НЛО отблизо и се свързва с екипажа, който я отвежда на кораба-майка в околоземна орбита. После – тук историята се отклонява от обичайните разкази от 1950-те години за извънземен контакт – е откарана до Метон (планетата на чуждоземците), където разбира, че планетата се намира близо до системата на Алфа Кентавър. Там се запознава с Акон, който е главен на тази раса от извънземни. С него има полов контакт и ражда син на име Айлинг. Синът ѝ остава на Метон, за да бъде обучаван, а Кларер се завръща на Земята.
Елизабет Кларер умира в РЮА през 1994 г.